# Pelechucia
Pelechucia is een geslacht van hooiwagens uit de familie Cosmetidae.
De wetenschappelijke naam Pelechucia is voor het eerst geldig gepubliceerd door Roewer in 1947. 

## Soorten
Pelechucia is monotypisch en omvat slechts de volgende soort:
- Pelechucia flava